# Designer gráfico
Designer gráfico é o profissional habilitado a efetuar atividades relacionadas ao design gráfico. Logo, o designer gráfico é aquele profissional que traz a identidade visual e a ordem estrutural e forma à informação visual impressa ou virtual.
Exemplos de produtos do trabalho de um designer gráfico são as páginas diagramadas de um livro ou uma revista, a configuração visual de uma embalagem, logotipos de empresas e instituições, fontes tipográficas, entre outros. O escopo de sua atividade pode também se estender à reflexão das possibilidades de estruturação visual das mensagens e sua repercussão social: assim como um arquiteto não apenas projeta edifícios mas também reflete acerca da organização do contexto urbanístico de um assentamento humano, é papel do designer gráfico não apenas desenvolver soluções visuais de comunicação, mas também refletir acerca do atual âmbito de produção e consumo de mensagens. São de relevância para o designer gráfico exercer sua atividade o domínio sobre as tecnologias que lhe servem de ferramenta, e a construção de um repertório visual e de cultura geral amplos.
O termo, a princípio, descreve habilitações diversas que mantêm uma formação ou prática semelhante. Portanto, designer de livros, designer de tipos, diagramador, designer de embalagem, designer web, designer de app ou designer de cartaz, por exemplo, seriam diferentes atuações de designers gráficos. O mais importante para definir a área de atuação de um designer gráfico é perceber a natureza dessa atuação (mídia impressa) e se ela é relacionada à acepção geral do termo design gráfico. A denominação foi cunhada originalmente em inglês (graphic designer), por William Addison Dwiggins em 1922.

## Profissão
No Brasil, a profissão do designer gráfico passa por processo de regularização. Foi aprovado na Comissão de Assuntos Sociais (CAS) do Congresso Nacional o projeto que regulamenta a profissão de designer. O PLC 24/2013 determina que somente os titulares de curso superior, ou pessoas com experiência mínima de três anos até a data de publicação da lei, possam exercer a profissão de designer. Afinal, o curso é reconhecido pelo Ministério da Educação. Se não houver recurso para votação em Plenário, a proposta seguirá para a sanção presidencial. O texto da proposta determina que fica vedada a entrada no mercado de trabalho de pessoas sem a adequada qualificação para realizar atividades envolvendo desenhos industriais, pesquisa, magistério, consultoria e assessoria, conexas aos desenhos. Além disso, o fruto do trabalho do designer passa a ser protegido pela Lei dos Direitos Autorais.
Enquanto não ocorre tal aprovação a profissão que não é regularizada (o que significa que não existe Conselho de Classe, como o CREA ou a OAB), embora conste no Catálogo Geral de Profissões do Ministério do Trabalho, a legislação permite que qualquer cidadão exerça a atividade, normalmente isto é feito por profissionais formados em escolas superiores de Design. Por exemplo, o curso superior de Desenho industrial possui a habilitação programação visual ou design visual que englobam, dentre outras especializações de um designer, o design gráfico. Antes delas surgirem, porém, uma grande quantidade de profissionais estabeleceu-se após receberem formação em áreas correlatas, como a arquitetura (especialmente designers formados pela FAUUSP) e em cursos como o do Instituto de Arte Contemporânea do Museu de Arte de São Paulo.

## Mercado de trabalho
O mercado de trabalho do designer gráfico evolui a cada ano, não se limitando apenas a edição de imagens. O profissional de design gráfico pode atuar em produtoras de vídeos, agências de publicidade, jornais, empresas de embalagens, diagramação de materiais impressos ou digitais, criação de identidade visual para sites, impressão 3D, modelagem 3D, design de jogos, entre outras opções.

### Salários dos profissionais de design gráfico
Em 2020 a ADEGRAF (Associação dos Designers Gráficos do Distrito Federal) publicou a "Tabela de Cargos e Salários 2020" mostrando os seguintes salários:
- Estagiário de Design: R$ 844,57 (mínimo para 20 horas semanais)
- Estagiário de Design: R$ 1 243,70 (mínimo para 30 horas semanais)
- Técnico em Design: R$ 1 904,47 (valor mínimo)
- Tecnólogo em Design: R$ 2 526,03 (valor mínimo)
- Trainee em Design: R$ 4 063,43 (valor mínimo)
- Designer Júnior: R$ 5 191,16 (valor mínimo)
- Designer Pleno: R$ 7 701,77 (valor mínimo)
- Designer Sênior: R$ 10 852,53 (valor mínimo)
- Designer Coordenador: R$ 13 926,45 (valor mínimo)